# Гатчинский муниципальный округ
Га́тчинский муниципа́льный о́круг — муниципальное образование в центральной части Ленинградской области России.
Административный центр — город Гатчина.
В сентябре 1927 года был образован Гатчинский район. Исторически ему предшествовал Гатчинский уезд, образованный в ноябре 1922 года и переименованный в 1923 году в Троцкий уезд Ленинградской (ранее — Петроградской) губернии. В 2000-е годы район стал муниципальным районом. 13 мая 2024 года Гатчинский муниципальный район был преобразован в Гатчинский муниципальный округ, а все муниципальные образования, входившие в его состав, упразднены.

## Физико-географическая характеристика

### Географическое положение
Гатчинский район расположен на северо-западе европейской части России.
Граничит:
- на северо-востоке — с городом федерального значения Санкт-Петербургом;
- на востоке — с Тосненским муниципальным районом;
- на юге — с Лужским муниципальным районом;
- на западе — с Волосовским муниципальным районом;
- на северо-западе — с Ломоносовским муниципальным районом.

Район занимает площадь 2,94 тыс. км², что составляет 3,45 % площади области. По этому показателю район занимает 13-е место в регионе.
Расстояние от административного центра района до Санкт-Петербурга — 42 км.

### Рельефигеологическое строение
Большая часть территории района расположена на Лужско-Оредежской возвышенности. Высоты (до 100 м) имеют здесь очень плавные перепады. В целом для территории района характерен полого-холмистый равнинный рельеф. Ярко выраженные возвышенные ландшафты преобладают лишь на северо-западе, где в пределы района входит восточный край Ижорской возвышенности. Для этой территории характерны краевые моренные гряды и холмы.
В северной части района преобладают геологические отложение ордовикского периода, а в южной — девонского. В основном, они покрыты слоем ледниковых отложений четвертичного периода. Исключение составляют берега реки Оредеж, где девонские породы выходят прямо на поверхность.
В центральной части района имеются месторождения доломитов, а в юго-восточной — формовочного песка.

### Климат
Климат атлантико-континентальный. Морские воздушные массы обусловливают сравнительно мягкую зиму с частыми оттепелями и умеренно-тёплое, иногда прохладное лето. Средняя температура января −8 °C, июля +17 °C. Годовое количество осадков 650—700 мм, в зимний период выпадают преимущественно в виде снега. Преобладают западные и южные ветры. Весной и летом наблюдается явление белых ночей.
Минимальная температура, зарегистрированная в Гатчинском районе, составляет −44 °C, максимальная + 34 °C.

### Почвы
На территории района преобладают подзолистые почвы, бедные перегноем и отличающиеся значительной кислотностью. При этом в южной части образовались дерново-подзолистые почвы, в центральной — сильноподзолистые, а в восточной — слабо и среднеподзолистые. Сельскохозяйственное использование этих почв требует их искусственного улучшения.
Исключение составляет западная часть района. Там, на территории Ижорской возвышенности, сформировались богатые перегноем дерново-карбонатные почвы. Они благоприятны для развития земледелия.
В юго-восточной части района, на территории Мшинского болота, преобладают переувлажнённые болотные и торфяные почвы.

### Внутренние воды
По территории района протекает множество рек, крупнейшими из которых являются Ижора и Оредеж. Крупнейшими озёрами являются Вялье и Орлинское. Значительная часть территории района, особенно в юго-восточной части, заболочена.

### Охрана природы
На территории района расположены следующие особо охраняемые природные территории:
- «Мшинское болото» — федеральный комплексный заказник
- «Глебовское болото» — региональный гидрологический заказник
- «Ракитинский» — региональный ботанический заказник
- «Север Мшинского болота» — региональный гидрологический заказник
- «Обнажения девона на реке Оредеж у посёлка Белогорка» — геологический памятник природы

Кроме этого на территории района проектируется природный парк «Верхний Оредеж» и планируются к созданию несколько особо охраняемых территорий:
- Заказник «Оредеж-Яровое» — природные комплексы реки Оредеж и прилегающие лесные массивы
- Памятник природы «Карташевский ельник» — эталонный массив елового леса
- Памятник природы «Репузи» (Пудость) — территория произрастания редких видов растений
- Памятник природы «Болото Корпиково» — пойменный комплекс, где произрастают редкие виды растений
- Памятник природы «Гатчинская «Чудо-поляна» — место произрастания редких видов растений
- Памятник природы «Истоки реки Парица» — уникальное «ключевое болото», где произрастают редкие виды растений

Также в центре района находится так называемый «Лунный камень» — геологический объект, требующий специальных мер охраны.

## История
До 1922 года территория Гатчинского района входила в состав Детскосельского, Петергофского и Лужского уездов Ленинградской губернии, при этом в составе Детскосельского уезда существовала Гатчинская волости. 1 ноября 1922 года был образован Троцкий уезд, который включил в себя территорию упразднённых Детскосельского и Петергофского уездов.
В сентябре 1927 года был образован Троцкий район в составе Ленинградского округа Ленинградской области, при этом Троцкий уезд был разделён на пять районов. В августе 1929 года район был переименован в Красногвардейский. В 1930 году, в связи с упразднением округов, он вошёл непосредственно в область. В октябре 1938 года город Красногвардейск был преобразован в самостоятельную административно-хозяйственную единицу с непосредственным подчинением его городского Совета Ленинградскому областному совету.
Административно-территориальное деление Гатчинского района на сельсоветы в 1940 году:
1. Войсковицкий
2. Воскресенский
3. Даймищенский
4. Диви́нский
5. Елизаветинский
6. Жабинский
7. Колпанский
8. Луговской
9. Меженский
10. Никольский
11. Орлинский
12. Пендовский
13. Пехенецкий
14. Прибытковский
15. Пудостский
16. Рождественский
17. Романовский
18. Сиверский
19. Ск(в)орицкий
20. Таицкий
21. Ящерский

### Великая Отечественная война
О начале Великой Отечественной войны жители района узнали после 12 часов дня 22 июня 1941 года. Уже в этот день в два существовавших на территории района военкомата (районный и городской) начали приходить первые добровольцы. 28 июня было введено «угрожающее положение» и принято решение о трудовой повинности для населения на работы по строительству Красногвардейского укрепрайона. На этот момент в районе находились два аэродрома и крупный железнодорожный узел в Красногвардейске.
Первые бомбовые удары немецкой авиации по территории района были нанесены 5 июля. 15 августа началась эвакуация сельскохозяйственного имущества в Вологодскую область, на следующий день Красногвардейский укрепрайон был приведён в полную боевую готовность. Наступление немецких войск на район началось с юга и с запада. К концу августа бои шли уже в непосредственной близости от центра района — Красногвардейска.
20 августа 1941 года во время Кингисеппско-Лужской оборонительной операции на подступах к Красногвардейску экипаж танка КВ-1 под командованием старшего лейтенанта З. Г. Колобанова в бою близ деревни Войсковицы подбил из засады 22 танка противника в колонне, проводивших смену своих позиций из-за необходимости приостановки наступления на Ленинград и окружения Лужской группировки советских войск.
В начале сентября были захвачены крупные населённые пункты с железнодорожными станциями — Сиверский и Вырица. 13 сентября был захвачен Красногвардейск, а уже 15 сентября район был полностью оккупирован немецкими войсками в составе 18 армии и 4-й танковой группы. Штаб-квартира командующего 18 армией генерала Линдемана располагалась в посёлке Сиверский.
Во время оккупации территория района находилась под военной администрацией. Планировалось включение её наряду с прочими захваченными территориями РСФСР в рейхскомиссариат Московия. На территории района была создана сеть концентрационных лагерей, центральным из которых был «Дулаг-154», расположенный в Красногвардейске. 21 сентября 1943 года немецкие власти издали приказ об эвакуации сельского населения в Германию, Австрию и Прибалтику.
Освобождение района началось 20 января 1944 года. Через три дня, 23 января указом ПВС СССР «по просьбам ленинградских организаций» город Красногвардейск был переименован в Гатчину, а Красногвардейский район — в Гатчинский район. Город был освобождён после трёхдневных ожесточённых боёв 26 января, а 3 февраля были освобождены последние населённые пункты района.
Сразу после освобождения район начал восстанавливаться — заработали колхозы и подсобные хозяйства, открылись школы.

### После Великой Отечественной войны
В июле 1953 года в состав Гатчинского района вошла часть территории упразднённого Павловского района. По указу Президиума Верховного Совета РСФСР от 1 февраля 1963 года в связи с реорганизацией советских органов в краях и областях на промышленные и сельские был образован Гатчинский сельский район в составе бывших Гатчинского и Ломоносовского районов. При этом городской Совет Гатчины был передан в подчинение Ленинградскому областному (промышленному) Совету депутатов трудящихся. В соответствии с указом Президиума ВС РСФСР от 12 января 1965 года «Об изменении в административно-территориальном делении Ленинградской области» Гатчинский сельский район был преобразован в район, из его состава вновь выделен Ломоносовский район.
С 1991 по 1996 год главой администрации Гатчинского района был Анатолий Алексеевич Ледовских. В 1993 году посёлок городского типа Коммунар получил статус города.
В мае 1996 года вступил в силу областной закон «Об административно-территориальном устройстве Ленинградской области», в соответствии с которым были образованы самостоятельные муниципальные образования:
- Гатчинский район
- Город Гатчина
- Город Коммунар

При этом в состав Гатчинского района входило 16 волостей (до 18 января 1994 года они назывались сельсоветами): Антелевская (центр деревня Пудомяги), Большеколпанская (деревня Большие Колпаны), Веревская (деревня Малое Верево), Войсковицкая (посёлок Войсковицы), Воскресенская (посёлок Высокоключевой), Елизаветинская (посёлок Елизаветино), Минская (деревня Мины), Новинская (посёлок Новинка), Орлинская (деревня Лампово), Пригородная (посёлок Новый Свет), Пудостьская (посёлок Пудость), Рождественская (село Рождествено), Сиверская (деревня Старосиверская), Сусанинская (посёлок Сусанино), Сяськелевская (деревня Сяськелево), Чащинская (посёлок Чаща), 5 посёлков городского типа — Вырица, Дружная Горка, Кобринское, Сиверский, Тайцы и 235 населённых пунктов — сёл, посёлков, деревень, посёлков при станциях, хуторов. У района не было административного центра, центральные органы власти располагались в Гатчине.
С 1996 по 2001 год главой Гатчинского района был Анатолий Алексеевич Ледовских, а с 2001 по 2005 год — Александр Петрович Худилайнен. 12 марта 2004 года посёлок городского типа Кобринское преобразован в сельский населённый пункт, образована Кобринская волость с центром в Кобринском, в состав которого вошли населённые пункты, ранее находившиеся в подчинении администрации посёлка.
Современные границы городских и сельских поселений, входящих в состав района, установлены областным законом от 16 декабря 2004 года № 113-оз. 1 января 2006 года район был объединён с двумя другими муниципальными образованиями — МО «город Гатчина» и МО «город Коммунар» под общим названием МО «Гатчинский район». Административным центром района стал город Гатчина.

## Символика
Решением Совета депутатов Гатчинского муниципального округа от 27 ноября 2024 года № 94 утверждены герб и флаг округа (на основе исторического герб Гатчины), ранее (с незначительными отличиями) использовавшиеся Гатчинском городским поселением.
Гатчинский муниципальный район имел свои герб и флаг. Герб района был утверждён решением Совета депутатов муниципального образования «Гатчинский район» от 23 апреля 2003 года № 149. Описание герба: «в лазоревом поле на червленой трижды выщербленной и завершенной серебром оконечностью — серебряное здание, подобное античному храму, с флюгером в виде райской птицы на шпиле; здание сопровождено внизу двумя расходящимися золотыми охотничьими рогами, из которых выходят справа — золотой хвойный побег, слева — золотая головка колоса, наклоненные друг у другу и сопровождающие здание по сторонам». Флаг района был утверждён решением Совета депутатов муниципального образования «Гатчинский район» от 23 апреля 2003 года № 150. Описание флага: «прямоугольное полотнище с отношением высоты к длине 2:3, воспроизводящее композицию герба Гатчинского района». Эти символы утратили официальный статус в 2024 году.

## Население
| 1939     | 1959     | 1970     | 1979     | 1989     | 2002     | 2006     | 2009     | 2010     |
| -------- | -------- | -------- | -------- | -------- | -------- | -------- | -------- | -------- |
| 131 583  | ↘118 103 | ↗123 184 | ↗128 735 | ↗138 022 | ↘132 010 | ↗220 900 | ↗223 635 | ↗233 396 |
| 2011     | 2012     | 2013     | 2014     | 2015     | 2016     | 2017     | 2018     | 2019     |
| ↗233 682 | ↗237 698 | ↗241 620 | ↗244 412 | ↗246 223 | ↘245 976 | ↘245 619 | ↘244 252 | ↘243 156 |
| 2020     | 2021     | 2023     | 2024     | 2025     |          |          |          |          |
| ↘238 034 | ↗263 942 | ↘261 898 | ↘261 522 | ↗262 115 |          |          |          |          |

Уточнение: в переписях 1959, 1970, 1979, 1989 и 2002 года в численность населения района не входила численность населения Гатчины.
Численность населения района на 14 октября 2010 года составляет 233 396 человек, что составляет 13,59 % от общей численности Ленинградской области. По этому показателю район занимает второе место в области. Наименее заселённой является юго-восточная часть района.
Северная часть территории района входит в состав Санкт-Петербургской городской агломерации, среди значительной части населения (26 тысяч человек) распространена маятниковая миграция на работу или учёбу в Санкт-Петербург.
В летний период население района значительно увеличивается за счёт приезжающих на отдых из Санкт-Петербурга. Особой популярностью пользуются посёлки Сиверский и Вырица, а также садоводства.

### Урбанизация
В городских условиях (Гатчина, Коммунар, Вырица, Дружная Горка, Сиверский, Тайцы) проживают 58,63 % населения района.
Численность сельского населения составляет 89 832 человека. В округе расположено 234 сельских населённых пункта, крупнейшими из них являются Новый Свет, Большие Колпаны, Малое Верево, Войсковицы и Елизаветино.

### Национальный состав
По итогам переписи населения 2020 года проживали следующие национальности (национальности менее 0,1 % и другое, см. в сноске к строке «Другие»):
| Национальность | Численность, чел. | Доля     |
| -------------- | ----------------- | -------- |
| Русские        | 220 182           | 83,42 %  |
| Украинцы       | 1469              | 0,56 %   |
| Узбеки         | 1324              | 0,50 %   |
| Белорусы       | 926               | 0,35 %   |
| Татары         | 781               | 0,30 %   |
| Армяне         | 759               | 0,29 %   |
| Таджики        | 700               | 0,27 %   |
| Финны          | 648               | 0,25 %   |
| Цыгане         | 431               | 0,16 %   |
| Азербайджанцы  | 373               | 0,14 %   |
| Другие         | 36 349            | 13,76 %  |
| Итого          | 263 942           | 100,00 % |

## Муниципально-территориальное устройство
До 2024 года Гатчинский муниципальный район как административно-территориальная единица делился на 17 поселений.
С 1 января 2006 года по 12 мая 2024 года Гатчинский район включал шесть городских и 11 сельских поселений. С 13 мая 2024 года округ включает в себя г. Гатчина и 16 территориальных управлений:
| №  | Поселение                           | Административный центр          | Количество населённых пунктов | Население (чел.) | Площадь (км²) |
| -- | ----------------------------------- | ------------------------------- | ----------------------------- | ---------------- | ------------- |
| 1  | Вырицкое городское поселение        | городской посёлок Вырица        | 27                            | ↘17 982          | 967,10        |
| 2  | Гатчинское городское поселение      | город Гатчина                   | 1                             | ↘91 719          | 28,75         |
| 3  | Дружногорское городское поселение   | городской посёлок Дружная Горка | 12                            | ↘5792            | 194,84        |
| 4  | Коммунарское городское поселение    | город Коммунар                  | 1                             | ↘25 706          | 12,75         |
| 5  | Сиверское городское поселение       | городской посёлок Сиверский     | 8                             | ↘17 174          | 196,80        |
| 6  | Таицкое городское поселение         | городской посёлок Тайцы         | 13                            | ↗9559            | 39,70         |
| 7  | Большеколпанское сельское поселение | деревня Большие Колпаны         | 16                            | ↘8917            | 157,00        |
| 8  | Веревское сельское поселение        | деревня Малое Верево            | 19                            | ↗10 042          | 50,16         |
| 9  | Войсковицкое сельское поселение     | посёлок Войсковицы              | 5                             | ↘6703            | 29,21         |
| 10 | Елизаветинское сельское поселение   | посёлок Елизаветино             | 26                            | ↘6396            | 128,80        |
| 11 | Кобринское сельское поселение       | посёлок Кобринское              | 16                            | ↗6173            | 98,56         |
| 12 | Новосветское сельское поселение     | посёлок Новый Свет              | 7                             | ↗9768            | 45,60         |
| 13 | Пудомягское сельское поселение      | деревня Пудомяги                | 17                            | ↗8406            | 69,00         |
| 14 | Пудостьское сельское поселение      | посёлок Пудость                 | 28                            | ↘12 688          | 147,27        |
| 15 | Рождественское сельское поселение   | село Рождествено                | 14                            | ↗7004            | 291,21        |
| 16 | Сусанинское сельское поселение      | посёлок Сусанино                | 9                             | ↗10 049          | 281,06        |
| 17 | Сяськелевское сельское поселение    | деревня Сяськелево              | 21                            | ↗7444            | 154,00        |

### Населённые пункты
В Гатчинском муниципальном округе 240 населённых пунктов.
| №   | Населённый пункт          | Тип                  | Население | Упразднённое муниципальное образование |
| --- | ------------------------- | -------------------- | --------- | -------------------------------------- |
| 1   | Авколево                  | деревня              | ↘8        | Елизаветинское сельское поселение      |
| 2   | Акколово                  | деревня              | →5        | Сяськелевское сельское поселение       |
| 3   | Алапурская                | деревня              | ↗118      | Пудостьское сельское поселение         |
| 4   | Александровка             | деревня              | ↗302      | Таицкое городское поселение            |
| 5   | Алексеевка                | деревня              | ↘31       | Елизаветинское сельское поселение      |
| 6   | Антелево                  | деревня              | ↘245      | Пудомягское сельское поселение         |
| 7   | Ахмузи                    | деревня              | ↗6        | Пудостьское сельское поселение         |
| 8   | Батово                    | деревня              | ↘1488     | Рождественское сельское поселение      |
| 9   | Белогорка                 | деревня              | ↗2431     | Сиверское городское поселение          |
| 10  | Березнево                 | деревня              | ↗56       | Елизаветинское сельское поселение      |
| 11  | Большая Ивановка          | деревня              | ↘824      | Таицкое городское поселение            |
| 12  | Большево                  | деревня              | ↘209      | Сиверское городское поселение          |
| 13  | Большие Борницы           | деревня              | ↘69       | Елизаветинское сельское поселение      |
| 14  | Большие Колпаны           | деревня              | ↘3572     | Большеколпанское сельское поселение    |
| 15  | Большие Слудицы           | деревня              | ↘3        | Вырицкое городское поселение           |
| 16  | Большие Тайцы             | деревня              | ↗1705     | Таицкое городское поселение            |
| 17  | Большое Верево            | деревня              | ↗444      | Веревское сельское поселение           |
| 18  | Большое Ондрово           | деревня              | ↘47       | Сяськелевское сельское поселение       |
| 19  | Большое Рейзино           | деревня              | ↗1074     | Пудостьское сельское поселение         |
| 20  | Большое Сергелево         | деревня              | ↘21       | Пудомягское сельское поселение         |
| 21  | Бор                       | деревня              | ↘86       | Пудомягское сельское поселение         |
| 22  | Борисово                  | деревня              | ↘13       | Вырицкое городское поселение           |
| 23  | Бугры                     | деревня              | ↗133      | Веревское сельское поселение           |
| 24  | Вайя                      | деревня              | ↗283      | Веревское сельское поселение           |
| 25  | Вайялово                  | деревня              | ↗421      | Веревское сельское поселение           |
| 26  | Вакколово                 | деревня              | ↗37       | Большеколпанское сельское поселение    |
| 27  | Введенское                | деревня              | ↘41       | Вырицкое городское поселение           |
| 28  | Веккелево                 | деревня              | ↗69       | Пудомягское сельское поселение         |
| 29  | Верево                    | посёлок ж.д. станции | ↘124      | Веревское сельское поселение           |
| 30  | Вероланцы                 | деревня              | ↗97       | Елизаветинское сельское поселение      |
| 31  | Виркино                   | деревня              | ↗94       | Сусанинское сельское поселение         |
| 32  | Владимирская              | посёлок ж.д. станции | ↘39       | Сусанинское сельское поселение         |
| 33  | Войсковицы                | посёлок              | ↗4514     | Войсковицкое сельское поселение        |
| 34  | Войсковицы                | деревня              | ↗213      | Сяськелевское сельское поселение       |
| 35  | Волгово                   | деревня              | ↘5        | Елизаветинское сельское поселение      |
| 36  | Володарский Водопровод    | посёлок              | ↗16       | Веревское сельское поселение           |
| 37  | Вопша                     | деревня              | ↘153      | Большеколпанское сельское поселение    |
| 38  | Воскресенское             | село                 | ↗306      | Кобринское сельское поселение          |
| 39  | Вохоново                  | деревня              | ↘91       | Сяськелевское сельское поселение       |
| 40  | Воцко                     | деревня              | ↘1        | Вырицкое городское поселение           |
| 41  | Выра                      | деревня              | ↘285      | Рождественское сельское поселение      |
| 42  | Вырица                    | городской посёлок    | ↘14 788   | Вырицкое городское поселение           |
| 43  | Высокоключевой            | посёлок              | ↗1441     | Кобринское сельское поселение          |
| 44  | Вытти                     | деревня              | ↗21       | Сяськелевское сельское поселение       |
| 45  | Вярлево                   | деревня              | ↘73       | Пудомягское сельское поселение         |
| 46  | Вяхтелево                 | деревня              | ↘165      | Пудомягское сельское поселение         |
| 47  | Гатчина                   | город                | ↘91 514   | Гатчинское городское поселение         |
| 48  | Горки                     | деревня              | ↗174      | Веревское сельское поселение           |
| 49  | Горки                     | деревня              | ↘93       | Вырицкое городское поселение           |
| 50  | Грязно                    | деревня              | ↘70       | Рождественское сельское поселение      |
| 51  | Гяргино                   | деревня              | ↗12       | Таицкое городское поселение            |
| 52  | Даймище                   | деревня              | ↘360      | Рождественское сельское поселение      |
| 53  | Дальний                   | посёлок              | ↘12       | Вырицкое городское поселение           |
| 54  | Дивенский                 | посёлок              | ↘818      | Рождественское сельское поселение      |
| 55  | Дони                      | деревня              | ↗53       | Веревское сельское поселение           |
| 56  | Дружная Горка             | городской посёлок    | ↘3313     | Дружногорское городское поселение      |
| 57  | Дружноселье               | посёлок              | ↘1302     | Сиверское городское поселение          |
| 58  | Дубицы                    | деревня              | ↘20       | Елизаветинское сельское поселение      |
| 59  | Дылицы                    | деревня              | ↘73       | Елизаветинское сельское поселение      |
| 60  | Елизаветино               | посёлок              | ↗3420     | Елизаветинское сельское поселение      |
| 61  | Ермолино                  | деревня              | ↘2        | Елизаветинское сельское поселение      |
| 62  | Жабино                    | деревня              | ↗895      | Сяськелевское сельское поселение       |
| 63  | Заборье                   | деревня              | ↗19       | Сусанинское сельское поселение         |
| 64  | Загуляево                 | хутор                | ↘7        | Вырицкое городское поселение           |
| 65  | Зайцево                   | деревня              | ↗181      | Веревское сельское поселение           |
| 66  | Зайцево                   | деревня              | ↗46       | Дружногорское городское поселение      |
| 67  | Замостье                  | деревня              | ↘51       | Рождественское сельское поселение      |
| 68  | Заозерье                  | деревня              | ↘34       | Дружногорское городское поселение      |
| 69  | Заполье                   | деревня              | ↘3        | Елизаветинское сельское поселение      |
| 70  | Ивановка                  | деревня              | ↗111      | Веревское сельское поселение           |
| 71  | Ивановка                  | деревня              | ↗1115     | Пудостьское сельское поселение         |
| 72  | Ижора                     | деревня              | ↗96       | Веревское сельское поселение           |
| 73  | Ижора                     | деревня              | ↘15       | Елизаветинское сельское поселение      |
| 74  | Изора                     | деревня              | ↘31       | Дружногорское городское поселение      |
| 75  | Истинка                   | деревня              | ↗120      | Таицкое городское поселение            |
| 76  | Карстолово                | деревня              | ↗63       | Войсковицкое сельское поселение        |
| 77  | Карташевская              | посёлок              | ↘536      | Кобринское сельское поселение          |
| 78  | Кастино                   | деревня              | ↗9        | Сяськелевское сельское поселение       |
| 79  | Каушта                    | деревня              | ↘32       | Вырицкое городское поселение           |
| 80  | Кезелево                  | деревня              | ↘30       | Пудостьское сельское поселение         |
| 81  | Кемпелево                 | деревня              | ↘3        | Пудостьское сельское поселение         |
| 82  | Кирлово                   | деревня              | ↗67       | Веревское сельское поселение           |
| 83  | Клетно                    | деревня              | ↘6        | Вырицкое городское поселение           |
| 84  | Кобралово                 | деревня              | ↗39       | Пудомягское сельское поселение         |
| 85  | Кобралово                 | посёлок              | ↗2563     | Сусанинское сельское поселение         |
| 86  | Кобрино                   | деревня              | ↗147      | Кобринское сельское поселение          |
| 87  | Кобринское                | посёлок              | ↘1164     | Кобринское сельское поселение          |
| 88  | Ковшово                   | деревня              | ↗129      | Сусанинское сельское поселение         |
| 89  | Колодези                  | деревня              | ↘49       | Елизаветинское сельское поселение      |
| 90  | Коммолово                 | деревня              | ↗212      | Веревское сельское поселение           |
| 91  | Коммунар                  | город                | ↗25 830   | Коммунарское городское поселение       |
| 92  | Коргузи                   | деревня              | ↗19       | Новосветское сельское поселение        |
| 93  | Корпиково                 | деревня              | ↘146      | Пудостьское сельское поселение         |
| 94  | Корпикюля                 | деревня              | ↗98       | Пудомягское сельское поселение         |
| 95  | Корписалово               | деревня              | ↗130      | Большеколпанское сельское поселение    |
| 96  | Котельниково              | деревня              | ↘48       | Пудостьское сельское поселение         |
| 97  | Красницы                  | деревня              | ↗150      | Сусанинское сельское поселение         |
| 98  | Кремено                   | деревня              | ↘3        | Вырицкое городское поселение           |
| 99  | Крокшево                  | деревня              | →1        | Сяськелевское сельское поселение       |
| 100 | Куйдузи                   | деревня              | ↗4        | Пудостьское сельское поселение         |
| 101 | Кургино                   | деревня              | ↘78       | Дружногорское городское поселение      |
| 102 | Куровицы                  | деревня              | ↗942      | Сиверское городское поселение          |
| 103 | Кямяря                    | деревня              | ↗12       | Пудостьское сельское поселение         |
| 104 | Лайдузи                   | деревня              | ↗6        | Пудостьское сельское поселение         |
| 105 | Лампово                   | деревня              | ↘1460     | Дружногорское городское поселение      |
| 106 | Луйсковицы                | деревня              | ↘156      | Елизаветинское сельское поселение      |
| 107 | Лукаши                    | посёлок              | ↗1691     | Пудомягское сельское поселение         |
| 108 | Лядино                    | деревня              | ↗65       | Большеколпанское сельское поселение    |
| 109 | Ляды                      | деревня              | →54       | Рождественское сельское поселение      |
| 110 | Лязево                    | деревня              | →16       | Дружногорское городское поселение      |
| 111 | Малая Ивановка            | деревня              | ↗60       | Таицкое городское поселение            |
| 112 | Малая Оровка              | деревня              | ↘31       | Пудостьское сельское поселение         |
| 113 | Малое Верево              | деревня              | ↗5209     | Веревское сельское поселение           |
| 114 | Малое Замостье            | деревня              | ↘145      | Новосветское сельское поселение        |
| 115 | Малое Ондрово             | деревня              | ↘4        | Сяськелевское сельское поселение       |
| 116 | Малое Рейзино             | деревня              | ↘35       | Пудостьское сельское поселение         |
| 117 | Малые Борницы             | деревня              | ↘59       | Елизаветинское сельское поселение      |
| 118 | Малые Колпаны             | деревня              | ↗817      | Большеколпанское сельское поселение    |
| 119 | Малые Слудицы             | деревня              | ↘7        | Вырицкое городское поселение           |
| 120 | Малые Тайцы               | деревня              | ↗23       | Таицкое городское поселение            |
| 121 | Маргусы                   | деревня              | ↗91       | Сиверское городское поселение          |
| 122 | Марьино                   | деревня              | ↗75       | Пудомягское сельское поселение         |
| 123 | Межно                     | деревня              | ↘162      | Рождественское сельское поселение      |
| 124 | Мельница                  | деревня              | ↗47       | Кобринское сельское поселение          |
| 125 | Меньково                  | деревня              | ↘530      | Кобринское сельское поселение          |
| 126 | Мины                      | деревня              | ↘1006     | Вырицкое городское поселение           |
| 127 | Монделево                 | деревня              | ↗190      | Пудомягское сельское поселение         |
| 128 | Мута-Кюля                 | деревня              | ↗35       | Пудостьское сельское поселение         |
| 129 | Муттолово                 | деревня              | ↘18       | Сяськелевское сельское поселение       |
| 130 | Мыза                      | деревня              | ↘278      | Сусанинское сельское поселение         |
| 131 | Мыза-Ивановка             | посёлок              | ↗1200     | Пудостьское сельское поселение         |
| 132 | Натальевка                | деревня              | ↘35       | Елизаветинское сельское поселение      |
| 133 | Нестерково                | деревня              | ↘8        | Вырицкое городское поселение           |
| 134 | Нижняя                    | деревня              | ↗360      | Таицкое городское поселение            |
| 135 | Никольское                | село                 | ↘1592     | Большеколпанское сельское поселение    |
| 136 | Никольское                | деревня              | ↘140      | Вырицкое городское поселение           |
| 137 | Новая                     | деревня              | ↗53       | Елизаветинское сельское поселение      |
| 138 | Новая                     | деревня              | ↗58       | Таицкое городское поселение            |
| 139 | Новинка                   | деревня              | ↘16       | Вырицкое городское поселение           |
| 140 | Новинка                   | посёлок              | ↘130      | Вырицкое городское поселение           |
| 141 | Новое Колено              | деревня              | ↗36       | Большеколпанское сельское поселение    |
| 142 | Новое Мозино              | посёлок ж.д. станции | ↗5        | Веревское сельское поселение           |
| 143 | Новое Поддубье            | деревня              | ↘32       | Рождественское сельское поселение      |
| 144 | Новое Хинколово           | деревня              | ↗51       | Большеколпанское сельское поселение    |
| 145 | Новокузнецово             | деревня              | ↗85       | Кобринское сельское поселение          |
| 146 | Новосиверская             | деревня              | ↗658      | Сиверское городское поселение          |
| 147 | Новые Низковицы           | деревня              | ↘8        | Сяськелевское сельское поселение       |
| 148 | Новые Черницы             | деревня              | ↗70       | Большеколпанское сельское поселение    |
| 149 | Новый Свет                | посёлок              | ↗7000     | Новосветское сельское поселение        |
| 150 | Новый Учхоз               | посёлок              | ↗2620     | Войсковицкое сельское поселение        |
| 151 | Озерешно                  | деревня              | ↘27       | Вырицкое городское поселение           |
| 152 | Ознаково                  | деревня              | ↘45       | Елизаветинское сельское поселение      |
| 153 | Ольховец                  | деревня              | ↘9        | Вырицкое городское поселение           |
| 154 | Орлино                    | село                 | ↘160      | Дружногорское городское поселение      |
| 155 | Остров                    | деревня              | ↘109      | Дружногорское городское поселение      |
| 156 | Парицы                    | деревня              | ↗424      | Большеколпанское сельское поселение    |
| 157 | Пегелево                  | деревня              | ↗119      | Веревское сельское поселение           |
| 158 | Педлино                   | деревня              | ↘12       | Пудостьское сельское поселение         |
| 159 | Пеньково                  | деревня              | ↘11       | Пудостьское сельское поселение         |
| 160 | Переярово                 | деревня              | ↗37       | Сяськелевское сельское поселение       |
| 161 | Петрово                   | деревня              | ↗51       | Пудостьское сельское поселение         |
| 162 | Пеушалово                 | деревня              | →1        | Пудостьское сельское поселение         |
| 163 | Пижма                     | деревня              | ↗121      | Кобринское сельское поселение          |
| 164 | Питкелево                 | деревня              | ↗17       | Сяськелевское сельское поселение       |
| 165 | Погост                    | деревня              | ↗64       | Кобринское сельское поселение          |
| 166 | Поддубье                  | деревня              | →15       | Рождественское сельское поселение      |
| 167 | Покизен-Пурская           | деревня              | ↘38       | Пудостьское сельское поселение         |
| 168 | Покровка                  | деревня              | ↗186      | Кобринское сельское поселение          |
| 169 | Покровская                | деревня              | ↘586      | Пудомягское сельское поселение         |
| 170 | Порицы                    | деревня              | ↗139      | Пудомягское сельское поселение         |
| 171 | Порожек                   | деревня              | ↘18       | Вырицкое городское поселение           |
| 172 | Прибытково                | посёлок              | ↗387      | Кобринское сельское поселение          |
| 173 | Пригородный               | посёлок              | ↗577      | Новосветское сельское поселение        |
| 174 | Протасовка                | деревня              | ↘13       | Дружногорское городское поселение      |
| 175 | Пудомяги                  | деревня              | ↗2690     | Пудомягское сельское поселение         |
| 176 | Пудость                   | посёлок              | ↗4079     | Пудостьское сельское поселение         |
| 177 | Пульево                   | деревня              | ↘1        | Елизаветинское сельское поселение      |
| 178 | Пустошка                  | деревня              | ↗138      | Новосветское сельское поселение        |
| 179 | Раболово                  | деревня              | ↗131      | Елизаветинское сельское поселение      |
| 180 | Ракитино                  | деревня              | ↗6        | Вырицкое городское поселение           |
| 181 | Реболово                  | деревня              | ↗14       | Сяськелевское сельское поселение       |
| 182 | Репполово                 | деревня              | ↗45       | Пудомягское сельское поселение         |
| 183 | Рождествено               | село                 | ↘2129     | Рождественское сельское поселение      |
| 184 | Романовка                 | деревня              | ↗301      | Веревское сельское поселение           |
| 185 | Ронилово                  | деревня              | ↘10       | Сяськелевское сельское поселение       |
| 186 | Ротково                   | деревня              | ↘27       | Большеколпанское сельское поселение    |
| 187 | Руново                    | деревня              | ↗43       | Кобринское сельское поселение          |
| 188 | Руссолово                 | деревня              | ↘120      | Пудомягское сельское поселение         |
| 189 | Рыбицы                    | деревня              | ↘42       | Рождественское сельское поселение      |
| 190 | Рябизи                    | деревня              | ↘12       | Войсковицкое сельское поселение        |
| 191 | Сабры                     | деревня              | ↗43       | Новосветское сельское поселение        |
| 192 | Саванкюля                 | деревня              | ↗18       | Сяськелевское сельское поселение       |
| 193 | Савкино                   | деревня              | ↘8        | Вырицкое городское поселение           |
| 194 | Санаторий имени Свердлова | посёлок              | ↘31       | Таицкое городское поселение            |
| 195 | Семрино                   | посёлок              | ↗2588     | Сусанинское сельское поселение         |
| 196 | Сиверский                 | городской посёлок    | ↘13 018   | Сиверское городское поселение          |
| 197 | Симанково                 | деревня              | ↘4        | Дружногорское городское поселение      |
| 198 | Скворицы                  | деревня              | ↘68       | Пудостьское сельское поселение         |
| 199 | Слудицы                   | посёлок ж.д. станции | ↘74       | Вырицкое городское поселение           |
| 200 | Смольково                 | деревня              | ↘11       | Елизаветинское сельское поселение      |
| 201 | Сокколово                 | деревня              | ↗130      | Пудостьское сельское поселение         |
| 202 | Старицы                   | деревня              | ↗71       | Таицкое городское поселение            |
| 203 | Старое Колено             | деревня              | ↘25       | Кобринское сельское поселение          |
| 204 | Старое Мозино             | посёлок ж.д. станции | ↘11       | Веревское сельское поселение           |
| 205 | Старое Поддубье           | деревня              | ↘31       | Рождественское сельское поселение      |
| 206 | Старое Хинколово          | деревня              | ↗37       | Большеколпанское сельское поселение    |
| 207 | Старосиверская            | деревня              | ↘1523     | Сиверское городское поселение          |
| 208 | Старые Низковицы          | деревня              | ↗320      | Сяськелевское сельское поселение       |
| 209 | Старые Черницы            | деревня              | ↗37       | Большеколпанское сельское поселение    |
| 210 | Строганово                | посёлок ж.д. станции | ↗37       | Дружногорское городское поселение      |
| 211 | Суйда                     | посёлок ж.д. станции | ↗19       | Кобринское сельское поселение          |
| 212 | Суйда                     | посёлок              | ↘1123     | Кобринское сельское поселение          |
| 213 | Сусанино                  | посёлок              | ↗3994     | Сусанинское сельское поселение         |
| 214 | Сяськелево                | деревня              | ↗3062     | Сяськелевское сельское поселение       |
| 215 | Тайцы                     | городской посёлок    | ↗5207     | Таицкое городское поселение            |
| 216 | Тарасино                  | деревня              | ↘5        | Вырицкое городское поселение           |
| 217 | Таровицы                  | деревня              | ↘41       | Елизаветинское сельское поселение      |
| 218 | Терволово                 | посёлок              | ↗2405     | Пудостьское сельское поселение         |
| 219 | Тихвинка                  | деревня              | ↘65       | Таицкое городское поселение            |
| 220 | Тихковицы                 | деревня              | ↘237      | Большеколпанское сельское поселение    |
| 221 | Тойворово                 | деревня              | ↘886      | Сяськелевское сельское поселение       |
| 222 | Торфопредприятие          | посёлок              | ↘39       | Веревское сельское поселение           |
| 223 | Торфяное                  | посёлок              | ↗1176     | Новосветское сельское поселение        |
| 224 | Туганицы                  | деревня              | ↗114      | Сяськелевское сельское поселение       |
| 225 | Тяглино                   | деревня              | ↘206      | Войсковицкое сельское поселение        |
| 226 | Фьюнатово                 | деревня              | →28       | Сяськелевское сельское поселение       |
| 227 | Хаймино                   | деревня              | ↘15       | Вырицкое городское поселение           |
| 228 | Химози                    | деревня              | ↗478      | Большеколпанское сельское поселение    |
| 229 | Хиндикалово               | деревня              | ↗34       | Пудостьское сельское поселение         |
| 230 | Холоповицы                | деревня              | ↗89       | Елизаветинское сельское поселение      |
| 231 | Хюттелево                 | деревня              | ↘14       | Пудостьское сельское поселение         |
| 232 | Чаща                      | деревня              | ↗5        | Вырицкое городское поселение           |
| 233 | Чаща                      | посёлок              | ↘150      | Вырицкое городское поселение           |
| 234 | Черново                   | деревня              | ↘113      | Пудостьское сельское поселение         |
| 235 | Чикино                    | деревня              | ↘15       | Рождественское сельское поселение      |
| 236 | Шаглино                   | деревня              | ↗79       | Пудомягское сельское поселение         |
| 237 | Шпаньково                 | деревня              | ↗1250     | Елизаветинское сельское поселение      |
| 238 | Эду                       | деревня              | →4        | Елизаветинское сельское поселение      |
| 239 | Юля-Пурская               | деревня              | ↘21       | Пудостьское сельское поселение         |
| 240 | Яскелево                  | деревня              | ↘10       | Елизаветинское сельское поселение      |

## Экономика
В районе хорошо развиты как промышленность, так и сельское хозяйство.
В 2007 году отгружено товаров собственного производства на сумму более 27 млрд рублей, что на 22,5 % больше, чем в 2006 году.

### Промышленность
Основными промышленными центрами являются города — Гатчина и Коммунар.
В Гатчине виды деятельности промышленных предприятий разнообразны. Крупными машиностроительными предприятиями являются "ОАО «Завод „Кризо“», ОАО «Завод „Буревестник“», ОАО «Электронстандарт», ОАО «Гатчинский опытный завод бумагоделательного оборудования». Производством изделий для населения (кемпинговой мебели, карнизов, пиротехники) занимается ЗАО «Гатчинский завод „Авангард“». Пищевая промышленность представлена такими предприятиями как ООО «Галактика», ОАО «Гатчинский хлебокомбинат», ЗАО «Бодегас Вальдепабло-Нева», ПК "Восход".
Коммунар является центром целлюлозно-бумажной промышленности. Основными предприятиями этой отрасли являются ОАО «Санкт-Петербургский картонно-полиграфический комбинат», ОАО «Бумажная фабрика Коммунар», ЗАО «Бумажная фабрика „Комсомолец“».
Промышленные предприятия присутствуют и в других поселениях района. В Сиверском расположено производство мебели и металлургическое производство, в Вырице — текстильное производство, производство машин и оборудования, в Больших Колпанах — производство пищевых продуктов, в Войсковицах — обработка древесины, производство неметаллических минеральных продуктов.
В 2008 году планируется ввод в строй завода строительных конструкций (ООО «Лепромсети»), предприятий по выпуску мебели (ООО «Амарант-Т»), сэндвич-панелей (ООО «МегаПрофиль»), межкомнатных дверей (ООО «Дкрафт») и электроматериалов (ООО «Лексел СПб» и ООО «Илим Гофра», «Вереск-1»).

### Сельское хозяйство
Сельское хозяйство носит пригородный характер. Развиты молочное животноводство, картофелеводство и овощеводство. Площадь сельхозугодий составляет 45 061,3 га в том числе пашни 34 322,8 га. В объёме реализованной продукции по области Гатчинский район занимает 12 %. В районе организовано 370 фермерских хозяйств, 58 тысяч садовых участков, 35,2 тысяч личных подсобных хозяйств, 18 тысяч огородов. Также в районе расположены 3 птицефабрики.
Агропромышленный комплекс Гатчинского муниципального района по производственным и экономическим показателям стабильно на 2020 год занимал ведущее место в Ленинградской области и включал в себя 20 сельскохозяйственных предприятий, 8 предприятий переработки, 50 действующих крестьянских (фермерских) хозяйств, более 58,7 тысяч личных подсобных хозяйств.
Основные направления деятельности: в животноводстве — производство молока, мяса, яиц; в растениеводстве — производство зерна и картофеля, овощей.
Сельскохозяйственными предприятиями района по итогам 2020 года было произведено: 450,7 миллиона штук яиц — 96 % к уровню прошлого года; 65 003 тонн молока — 103,8 % к уровню прошлого года; 6947 тонн мяса скота и птицы (в живом весе) — 95 % к уровню прошлого года.
На 1 января 2021 поголовье крупного рогатого скота составило 18 299 голов (+3 % к прошлому году), из него коров 7552 гол (+1 %), птицы 2,22 миллионов голов (+3 %). Основное поголовье свиней было сосредоточено в АО «Племенном заводе „Пламя“». На 01.01.2021 года поголовье свиней составило 6590 голов (111 % к уровню прошлого года), произведено 601,4 тонны мяса свиней (105 % к прошлому году).
Удой молока на фуражную корову по АО «Гатчинское» составил 12 125 килограммов, ОАО «ПЗ Красногвардейский» — 11 400 килограммов молока.
В 2020 году по Гатчинскому району было получено зерновых культур 31,3 тысяч тонн. (в весе после доработки), что составило 108,8 % к уровню прошлого года. Валовый сбор картофеля составил 7,78 тыс. тон — 112 % к уровню прошлого года, овощей — 11,1 тыс. тонн — 116 % к уровню прошлого года.

### Туризм
В 2007 году Гатчинский район посетило 163 350 туристов, из них 24 300 иностранцев.
В районе действует 7 туристических фирм. Для приёма туристов имеется несколько гостиниц в Гатчине и гостиница в Новом Свете.

## Транспорт
Главным транспортным узлом района является Гатчина.

### Авиационный транспорт
В 18 км от северной границы округа расположен международный аэропорт «Пулково».
В селе Никольское располагается аэродром «Сиворицы», на его базе действует авиационно-спортивный клуб РОСТО.
В Сиверском находится закрытый военный аэродром.

### Железнодорожный транспорт

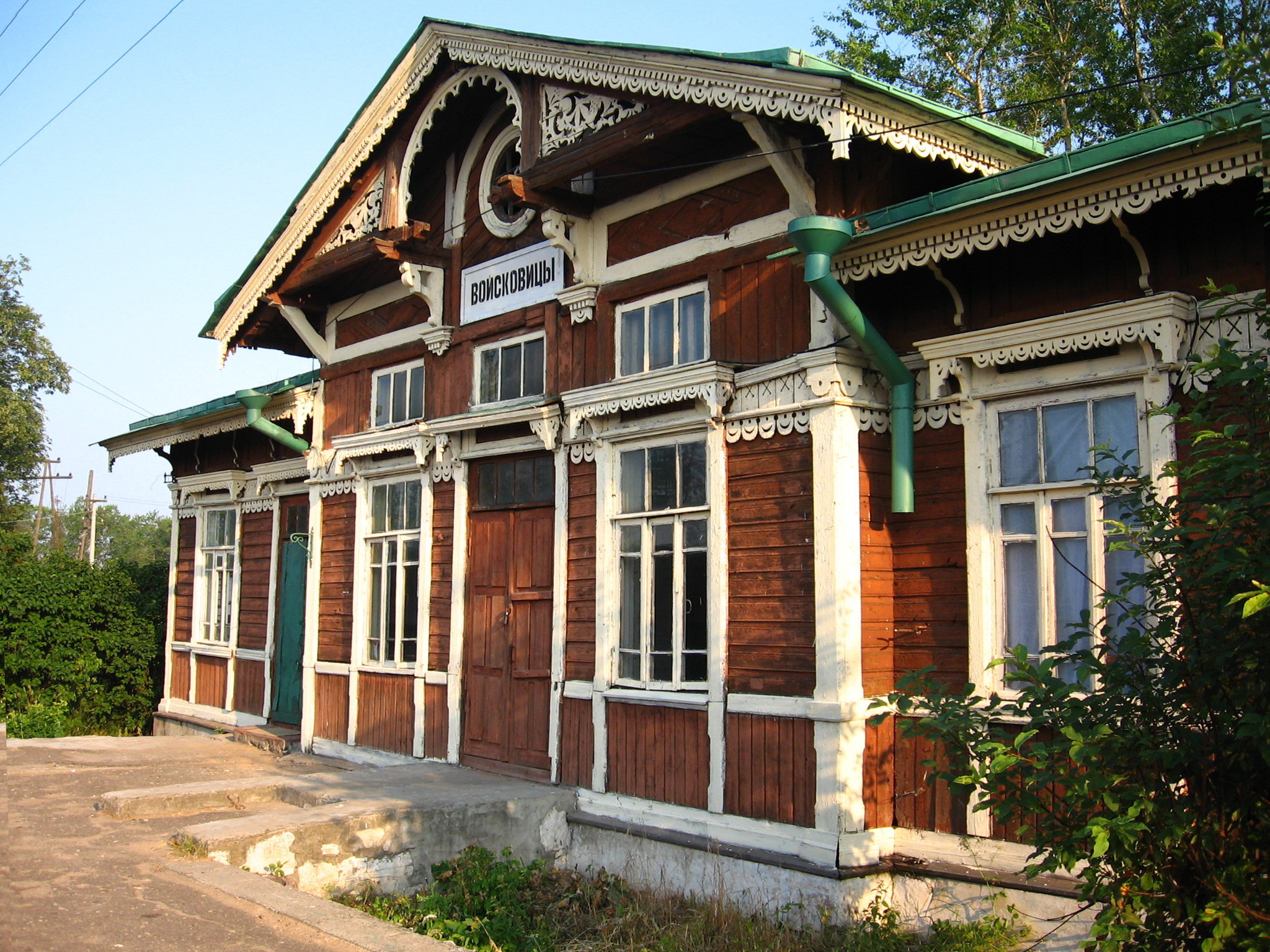
Железнодорожная станция Войсковицы

По территории района проходят следующие железнодорожные линии:
- Санкт-Петербург — Луга (станции Верево, Гатчина-Варшавская, Сиверская, Строганово)
- Санкт-Петербург — Оредеж (станции Антропшино, Семрино, Вырица, Новинка, Чаща)
- Санкт-Петербург — Гатчина-Балтийская (станции Тайцы, Пудость, Гатчина-Пассажирская-Балтийская)
- Мга — Ивангород (станции Владимирская,  Фрезерный, Гатчина-Товарная-Балтийская, Войсковицы, Елизаветино)

На большей части железных дорог района осуществляются пассажирские перевозки электропоездами пригородного сообщения.

### Автомобильные дороги
По территории округа проходят следующие основные автомобильные дороги:
- Р23 «Псков» (E 95, Санкт-Петербург — граница с Беларусью)
- А120 (Санкт-Петербургское южное полукольцо)
- 41А-002 (Гатчина — Ополье)
- 41А-003 (Кемполово — Выра — Шапки)
- 41К-010 (Красное Село — Гатчина — Павловск)
- 41К-011 (Стрельна — Кипень — Гатчина)
- 41К-013 (Жабино — Вересть)
- 41К-023 (Старые Низковицы — Кипень)
- 41К-099 (Сиверский — Куровицы)
- 41К-100 (Гатчина — Куровицы)
- 41К-101 (Никольское — Воскресенское)
- 41К-102 (Войсковицы — Мариенбург)
- 41К-103 (Никольское — Шпаньково)
- 41К-104 (Елизаветино — Скворицы)
- 41К-105 (Мины — Новинка)
- 41К-106 (Озерешно — Чаща)
- 41К-107 (Сокколово — Мариенбург)
- 41К-108 (Пустошка — Вырица)
- 41К-215 (подъезд к г. Гатчина)
- 41К-216 (Никольское — Кобрино)
- 41К-217 (подъезд к дер. Романовка)
- 41К-218 (Малое Верево — Пудость)
- 41К-219 (Елизаветино — Фьюнатово)
- 41К-220 (Кезелево — Большое Ондрово)
- 41К-221 (подъезд к пл. Карташевская)
- 41К-222 (Семрино — Ковшово)
- 41К-223 (Киевское шоссе — Пижма)
- 41К-225 (Большие Борницы — Луйсковицы)
- 41К-227 (Сяськелево — Муттолово)
- 41К-228 (Пудость — автодорога 41К-011)
- 41К-229 (подъезд к г. Коммунар)
- 41К-250 (Большая Ящера — Кузнецово)
- 41К-464 (Большево — Рыбицы)
- 41К-466 (подъезд к ст. Пудость)
- 41К-470 (подъезд к пл. Дивенская)
- 41К-471 (подъезд к дер. Хинколово)
- 41К-469 (Орлино — Заозерье)
- 41К-470 (подъезд к пл. Дивенская)
- 41К-472 (Вырица — Слудицы)
- 41К-475 (Выра — Ляды)
- 41К-476 (подъезд к дер. Красницы)
- 41К-484 (подъезд к дер. Батово)
- 41К-490 (подъезд к больнице имени Свердлова)
- 41К-495 (Лампово — Остров)
- 41К-498 (Спецподъезд № 8044)
- 41К-500 (Спецподъезд № 1)
- 41К-506 (Холоповицы — Шпаньково)
- 41К-508 (Торфяное — Сабры)
- 41К-511 (подъезд к садоводству Строганово)
- 41К-513 (Мыза — Ковшово)
- 41К-515 (подъезд к дер. Александровка)
- 41К-637 (подъезд к дер. Ретселя)

Общая протяжённость автомобильных дорог района:
- федеральные дороги — 107 км
- региональные дороги — 693 км
- муниципальные дороги — 1135 км

Уровень автомобилизации района составляет 300 автомобилей на тысячу жителей, что значительно превышает возможности существующей улично-дорожной сети. Ежегодный прирост автомобильного парка колеблется в пределах 9—11 %.

### Автобусное сообщение

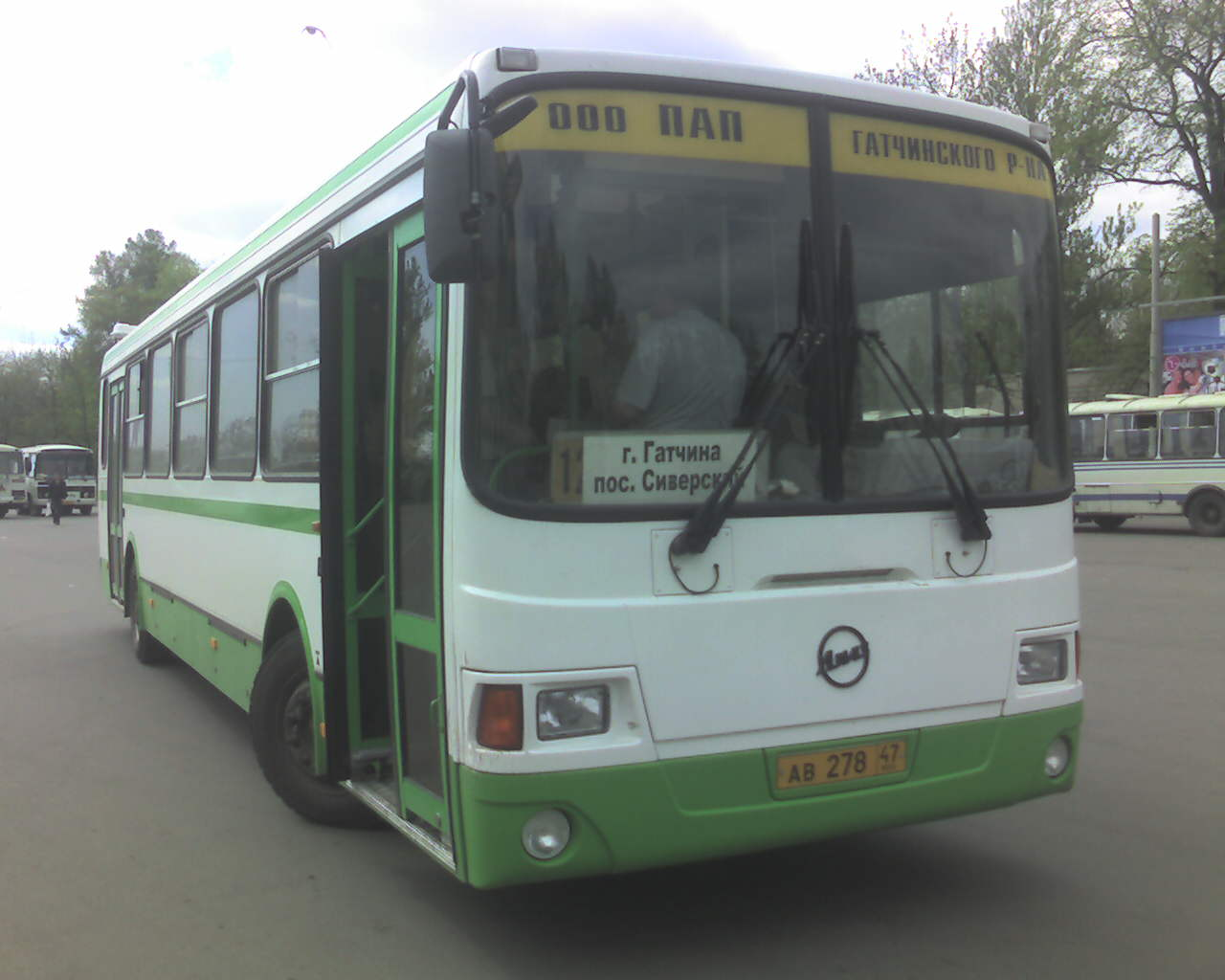
Автобус ЛиАЗ-5256 ООО «ПАП» в Гатчине

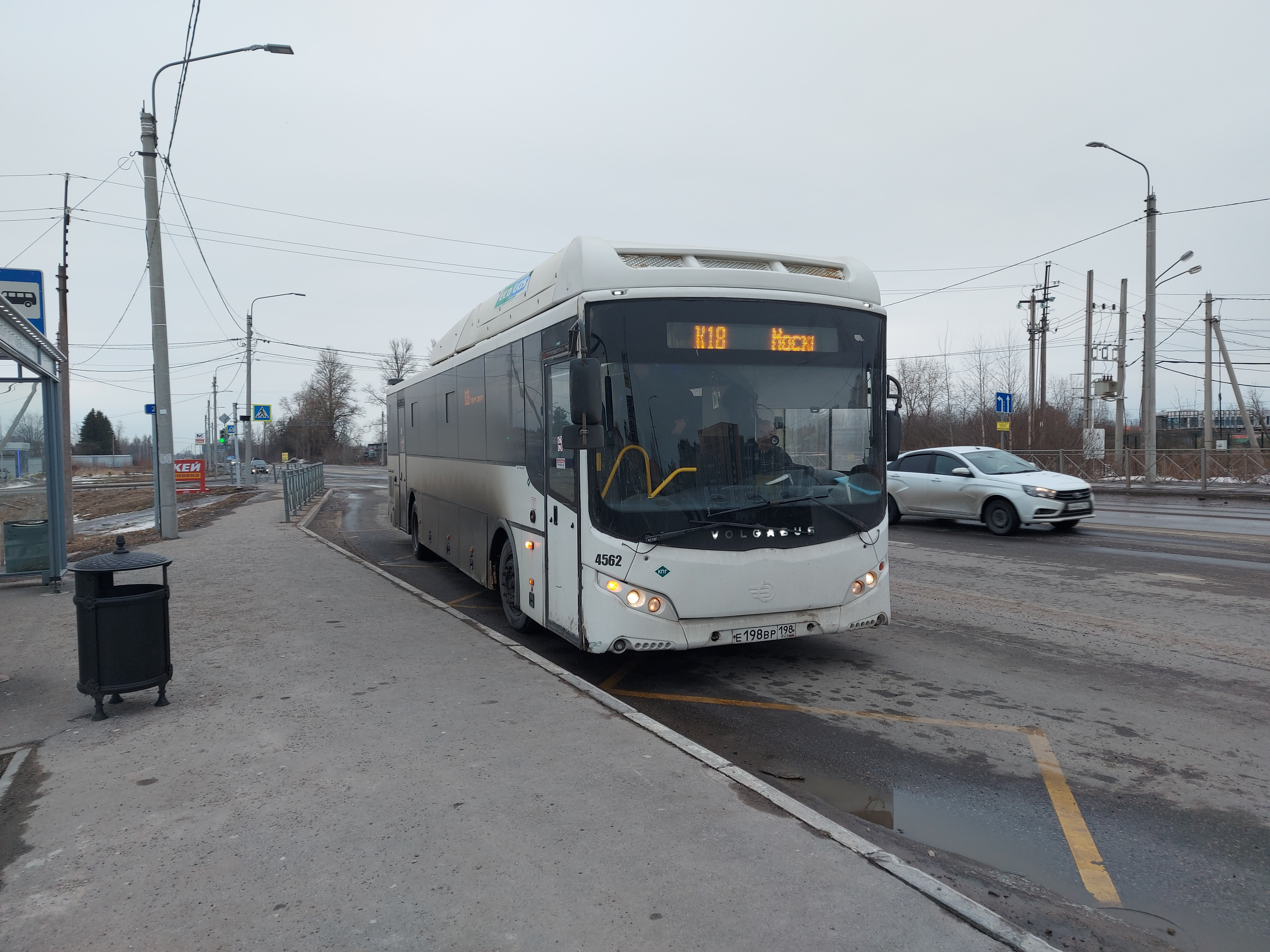
Автобус Volgabus-5285.G2 ООО «Транс-Балт» на маршруте № К-18

Автобусное сообщение в округе представлено:
- городскими маршрутами Гатчины
- пригородными маршрутами, основная часть которых отправляется от Гатчины и Сиверского.

Пассажирские перевозки, в основном, осуществляются дочерними компаниями НТА (ХК «Питеравто» (ООО «Вест-Сервис, ООО «Транс-Балт» (гатчинский филиал, бывшее ОАО «Гатчинапассажиравтотранс»), ООО «Феликс» (по договору с ООО «Транс-Балт»), а также компаниями ПТ «Гатчинамаршрутавто» (ИП Крылов В.И, ИП Дронин Д.Ю.) и ИП Фёдоров Ю.В. Основными марками автобусов являются ПАЗ, ЛиАЗ, Volgabus и Lotos. Контроль за исполнением государственных контрактов на перевозки осуществляет ГКУ ЛО «Леноблтранс», подведомственное Комитету Ленинградской области по транспорту.

## Местное самоуправление

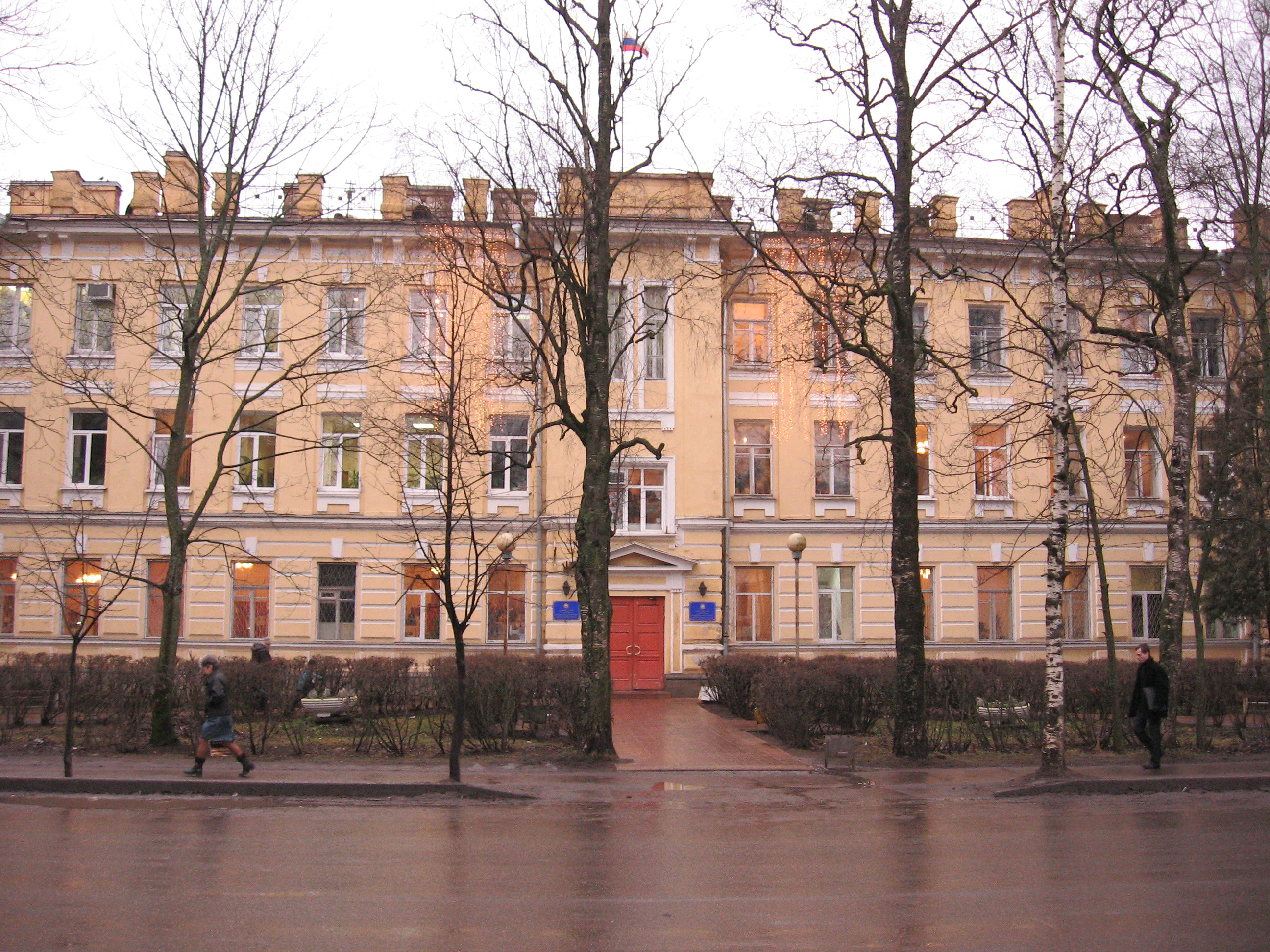
Здание администрации Гатчинского района на улице Карла Маркса в Гатчине

### Органы местного самоуправления
Местное самоуправление в районе осуществляется на основании устава.
Представительным органом местного самоуправления является совет депутатов. В него входят по 2 представителя от каждого поселения района: глава поселения и один из депутатов, избранный советом депутатов поселения из своих рядов. Совет депутатов района возглавляет глава района, выбираемый советом из своих рядов. С 2019 года главой района является Филоненко Виталий Андреевич (глава МО «Город Гатчина», член политической партии Единая Россия).
Исполнительным органом местного самоуправления является администрация. Глава администрации назначается советом депутатов из числа кандидатов, отобранных специальной конкурсной комиссией, члены которой назначаются советом депутатов района и губернатором Ленинградской области. С 2019 года главой администрации района является Нещадим Людмила Николаевна.

### Районный бюджет
На 2009 год доходы районного бюджета были запланированы в размере 3 125 462,81 тысяч рублей, источники их формирования представлены в таблице:
| Источники доходов                            | Сумма, тыс. руб. | Доля, % |
| -------------------------------------------- | ---------------- | ------- |
| Налог на доходы физических лиц               | 671 429,9        | 21,48   |
| Единый налог на вменённый доход              | 90 000,0         | 2,88    |
| Единый сельскохозяйственный налог            | 277,5            | 0,01    |
| Государственная пошлина, сборы               | 19 000,0         | 0,61    |
| Доходы от использования имущества            | 75 600,0         | 2,42    |
| Платежи при пользовании природными ресурсами | 14 000,0         | 0,45    |
| Доходы от оказания платных услуг             | 128 248,91       | 4,10    |
| Доходы от продажи активов                    | 50 522,3         | 1,62    |
| Административные платежи и сборы             | 800,0            | 0,03    |
| Штрафы, санкции, возмещение ущерба           | 26 000,0         | 0,83    |
| Прочие неналоговые доходы                    | 20 535,3         | 0,66    |
| Безвозмездные поступления                    | 2 029 051,9      | 64,92   |

Расходные обязательства на 2009 год были запланированы в сумме 3 212 724,06 тысяч рублей. Направления расходования средств представлены в таблице:
| Направление расходования средств                            | Сумма, тыс. руб. | Доля, % |
| ----------------------------------------------------------- | ---------------- | ------- |
| Общегосударственные вопросы                                 | 122 386,36       | 3,81    |
| Национальная безопасность и правоохранительная деятельность | 4528,0           | 0,14    |
| Национальная экономика                                      | 23 246,17        | 0,72    |
| Жилищно-коммунальное хозяйство                              | 359 199,64       | 11,18   |
| Охрана окружающей среды                                     | 900,0            | 0,03    |
| Образование                                                 | 1 524 790,96     | 47,76   |
| Культура, кинематография и средства массовой информации     | 18 900,06        | 0,59    |
| Здравоохранение, физическая культура и спорт                | 121 631,76       | 3,79    |
| Социальная политика                                         | 881 995,07       | 27,45   |
| Межбюджетные трансферты                                     | 155 146,04       | 4,83    |

## Образованиеинаука
В Гатчинском районе функционируют:
- 48 муниципальных дошкольных образовательных учреждений
- 45 муниципальных общеобразовательных учреждений, а также 3 негосударственных общеобразовательных учреждения
- 2 специальных муниципальных образовательных учреждения
- 11 муниципальных образовательных учреждений дополнительного образования детей
- Несколько учреждений начального профессионального образования
- Педагогический колледж имени К. Д. Ушинского
- Гатчинский государственный университет, а также филиалы некоторых вузов Санкт-Петербурга

Остро стоит вопрос нехватки мест в дошкольных учреждениях, на 1 апреля 2008 года очередь в детские сады составляет 4811 детей
В Гатчине расположен Петербургский институт ядерной физики имени Б. П. Константинова, а в Белогорке — Северо-западный научно-исследовательский институт растениеводства.

## Достопримечательности
Главным туристическим центром района является город Гатчина.

### Всемирное наследие

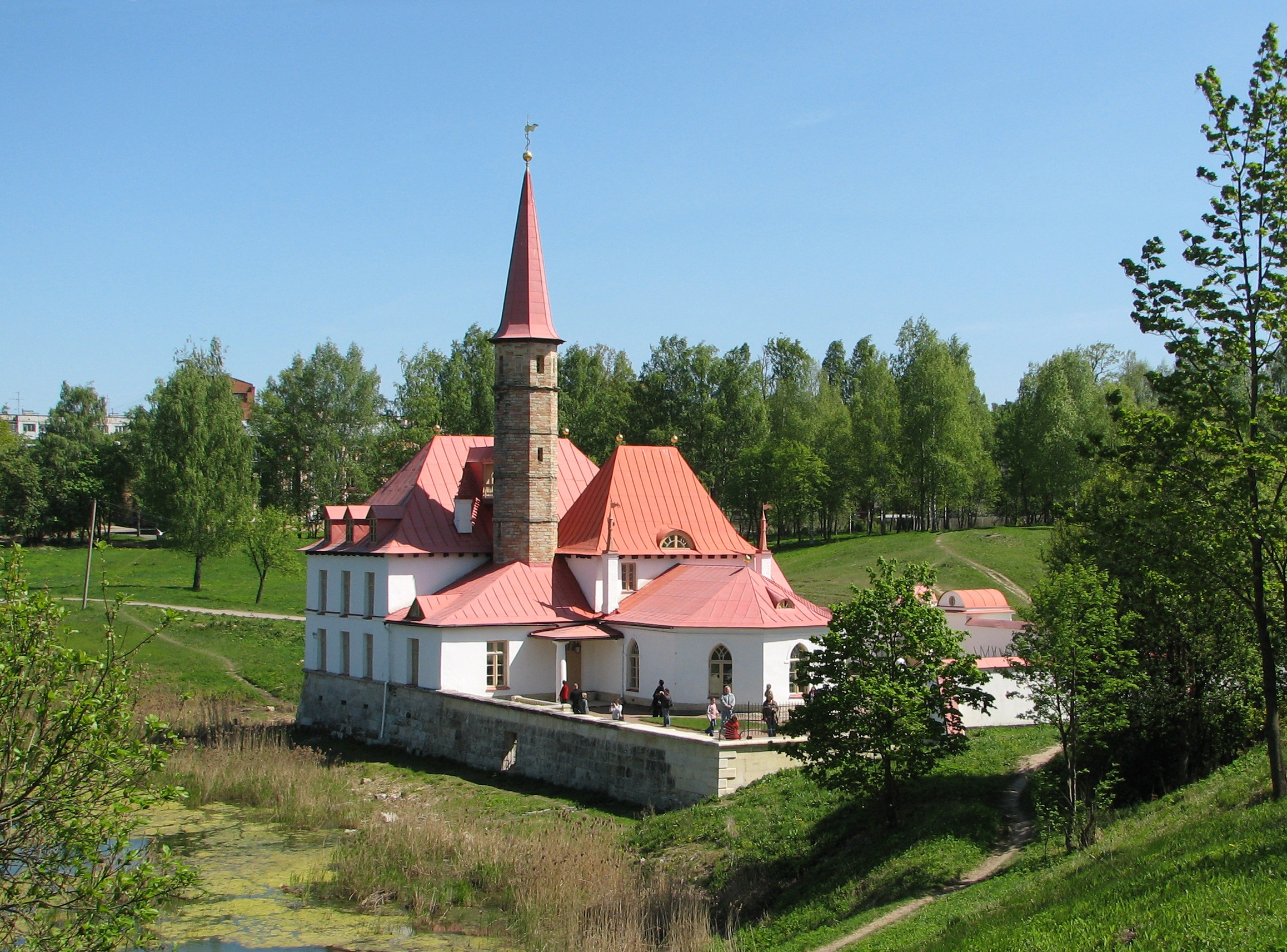
Приоратский дворец в Гатчине

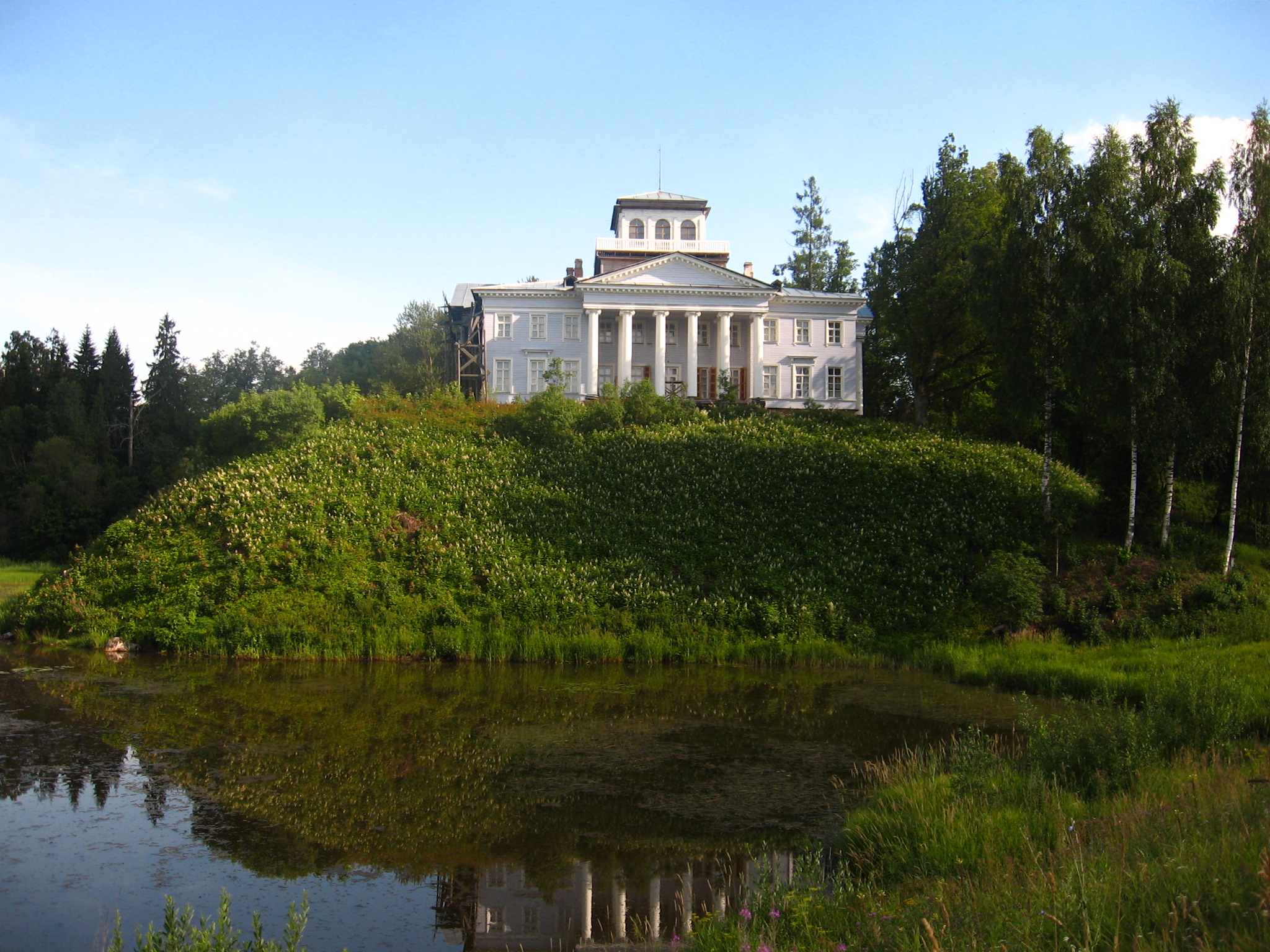
Музей-усадьба «Рождествено»

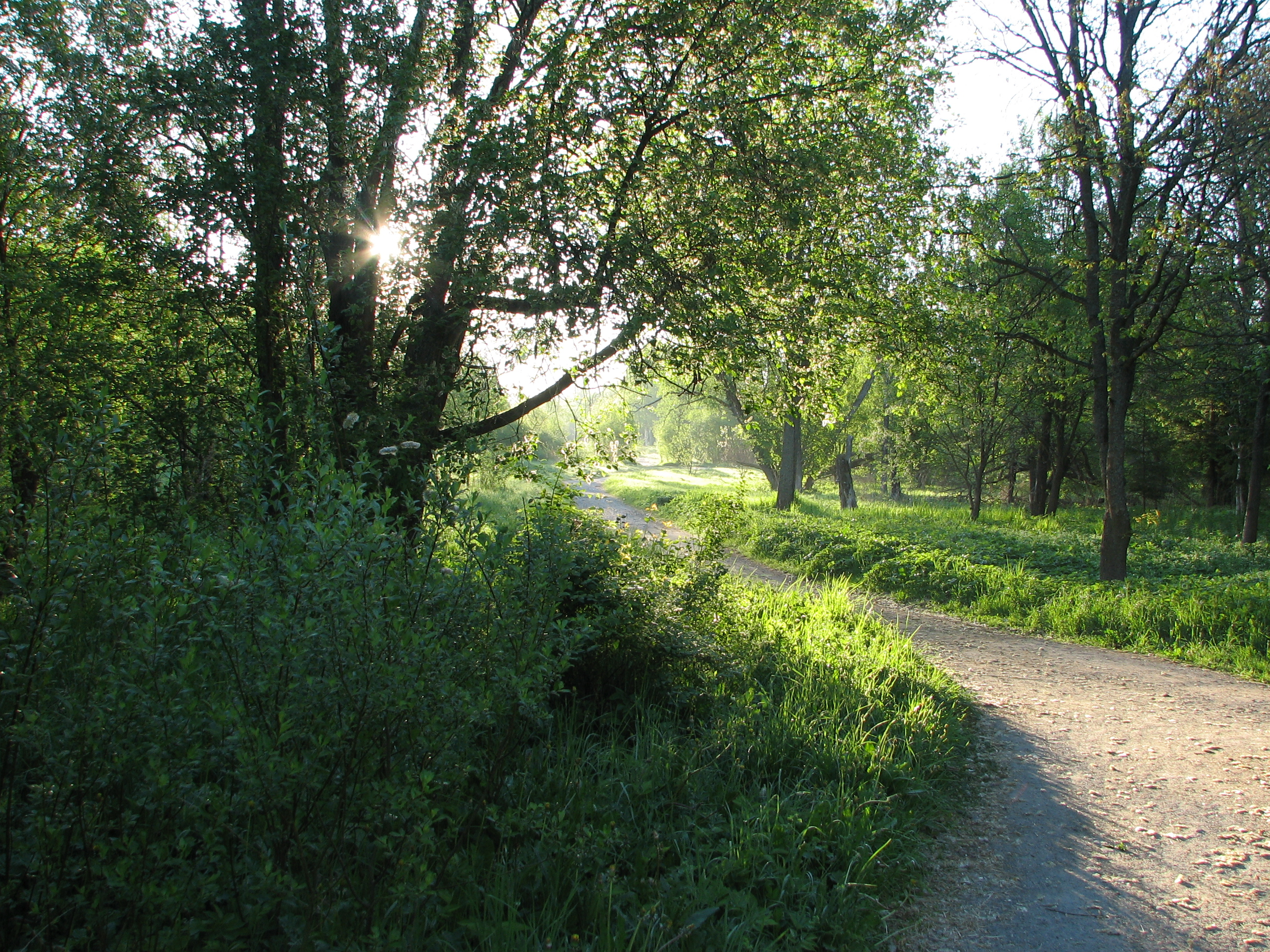
Вид гатчинской «чудо-поляны». Раннее утро

В 1990 году ряд памятников истории и культуры района были внесены в список Всемирного наследия ЮНЕСКО:
- Дворцово-парковый ансамбль в Тайцах
- Дворцово-парковый ансамбль и исторический центр Гатчины
- Автомобильные дороги:
  - Киевское шоссе
  - Шоссе Пушкин — Гатчина

### Другие достопримечательности
В районе расположены музеи, связанные с А. С. Пушкиным:
- «Дом станционного смотрителя» в деревне Выра
- «Домик няни А. С. Пушкина» в деревне Кобрино
- Музей-усадьба А. П. Ганнибала «Суйда» в посёлке Суйда

В селе Рождествено располагается музей-усадьба В. В. Набокова «Рождествено», а в посёлке Сиверский — историко-бытовой музей «Дачная столица».
В Выра расположен музей «Дом станционного смотрителя».
Во многих населённых пунктах района располагаются храмы и часовни.
В районе располагается 26 исторических усадеб XIX века, которые либо находятся в запустении, либо заняты различными организациями. Среди них:
- Усадьба Рылеева в Батово
- Усадьба Елисеева в Белогорке
- Усадьба Штакеншнейдера в Мызе-Ивановке
- Усадьба Румянцева в Жабино
- Усадьба Дылицы
- Мыза князей Виткенштейн в Дружноселье
- Усадьба Сиворицы в Никольском

Также в районе расположено большое количество памятников, посвящённых событиям Великой Отечественной войны.
Мемориальный комплекс «Мирным гражданам Советского Союза, погибшим в ходе Великой Отечественной войны». Открыт 27 января 2024 года. Расположен в деревне Зайцево Гатчинского района. Авторы монумента — скульптор Андрей Коробцов и архитектор Константин Фомин.
Недалеко от деревни Заозерье на берегу Орлинского озера находится самый северный могильник культуры псковских длинных курганов.
См. также: Объекты культурного наследия федерального значения Гатчины

## Средства связиимассовой информации
В районе выпускается несколько местных газет, среди которых старейшей является газета «Гатчинская правда». Другие периодические издания — газеты «Гатчина-инфо», «Спектр-Гатчина», «Приневский край», «Гатчина. Район», «Приорат».
Действуют телекомпании «Ореол-ТВ», «Викинг» и «АРИТ», а также радиостанции «Гатчина» и «Викинг». В Гатчине и в прилегающих к ней населённых пунктах предоставляются услуги кабельного телевидения.
Оператором стационарной связи является ОАО «Ростелеком». Код Гатчинского района +7 81371, телефонные номера — пятизначные. Исключение составляет город Коммунар, в котором большинство телефонных номеров — санкт-петербургской семизначной нумерации.
Услуги мобильной связи предоставляют «МТС», «Билайн», «МегаФон», «Скай Линк» и «Tele2». Подключение к сети Интернет в Гатчине и в ближайших пригородах осуществляют четыре провайдера — ООО «Астра-Ореол», ООО «Северо-запад» (Гатчина-онлайн), ОАО «Ростелеком» и ООО «Простые технологии» (CoNNecto)
Во многих населённых пунктах района имеются отделения «Почты России», почтовые индексы 188300—188399.

## Общая карта
Легенда карты (при наведении на метку отображается реальная численность населения):
|  | От 50 000 до 100 000 чел. |
|  | от 20 000 до 50 000 чел.  |
|  | от 10 000 до 20 000 чел.  |
|  | от 5000 до 10 000 чел.    |
|  | от 3000 до 5000 чел.      |